# امارت قفقاز
امارت قفقاز (چچنی: Имарат Кавказ Imarat Kavkaz) یک سازمان جهادگرایی فعال در منطقه جنوب غربی روسیه است.

## اهداف
هدف آن بیرون کردن حضور روسیه از قفقاز شمالی و ایجاد یک امارت در این منطقه است. امارت قفقاز نیز به دولتی اشاره می‌کند که این گروه به دنبال تأسیس آن است. تا حدی به عنوان جایگزین برای جدایی‌طلبان جمهوری چچن ایچکریا شود، در ۷ اکتبر ۲۰۰۷، رئیس‌جمهوری پیشین چچن ایچکریا دوکو عمروف، به‌طور رسمی به عنوان اولین امیر امارت معرفی شد.
تا اواخر سال ۲۰۱۵، این گروه دیگر حضور قابل‌رویتی در منطقه قفقاز شمالی نداشت، چرا که اغلب اعضایش به وابسته‌های محلی داعش وابسته هستند.

تقسیم‌بندی پیشنهاد شده برای امارت قفقاز